# Dimarella (Dimarella) bipunctata
Dimarella (Dimarella) bipunctata is een insect uit de familie van de mierenleeuwen (Myrmeleontidae), die tot de orde netvleugeligen (Neuroptera) behoort. 
Dimarella (Dimarella) bipunctata is voor het eerst wetenschappelijk beschreven door Navás in 1915.